# Лос Анджелис Рамс
„Лос Анджелис Рамс“ (на английски: Los Angeles Rams) е отбор по американски футбол от Агура Хилс, Лос Анджелис. Състезават се в Западната дивизия на Националната футболна конференция на Националната футболна лига. Рамс са двукратни шампиони на НФЛ, а също така два пъти са печелили и Супербоул.
Отборът е основан през 1936 в Кливлънд, Охайо под името Кливлънс Рамс. През 1946 година се преместват в Лос Анджелис за да не се конкурират с Кливлънд Браунс и приемат името Лос Анджелис Рамс. След сезон 1979 година се местят на юг в Ориндж Каунти и до 1994 година играят срещите си в Анахайм, но запазват името Лос Анджелис Рамс. Преди сезон 1995 година се преместват в Сейнт Луис, когато започват да се наричат Сейнт Луис Рамс. Това име запазват до 2015 година. След това отново се наричат Лос Анджелис Рамс.

## Факти
- Основан през 1936 година
- Основни „врагове“ – Сан Франциско Фортинайнърс, Сиатъл Сийхоукс, Канзас Сити Чийфс
- Носители на Супербоул – 1999, 2021 година
- Шампиони на НФЛ – 2 пъти – 1945, 1951 година
- Шампиони на конференцията – 8 пъти
  - НФЛ Нешънъл – 1950, 1951 година
  - НФЛ Запад – 1955 година
  - НФК – 1979, 1999, 2001, 2018, 2021 година
- Шампиони на дивизията – 19 пъти
  - НФЛ Запад – 1945, 1949 година
  - НФК Коустъл – 1967, 1969 година
  - НФЛ Запад – 1973, 1974, 1975, 1976, 1977, 1978, 1979, 1985, 1999, 2001, 2003, 2017, 2018, 2021, 2024
- Участия в плейофи – 33 пъти
  - НФЛ – 1945, 1949, 1950, 1951, 1952, 1955, 1967, 1969, 1973, 1974, 1975, 1976, 1977, 1978, 1979, 1980, 1983, 1984, 1985, 1986, 1988, 1989, 1999, 2000, 2001, 2003, 2004, 2017, 2018, 2020, 2021, 2023, 2024